# Cels
Cels è una frazione del comune di Exilles, nella città metropolitana di Torino

## Descrizione
Si trova su un poggio del versante sinistro della valle ed è composta da tre piccole borgate: Morliere, Rif e Ruinas.
Queste borgate furono originariamente costruite sulla roccia viva per evitare di occupare il terreno agricolo; le case presentano una distribuzione fitta con alcuni vicoli interni che in epoca medievale potevano essere sbarrati da porte, acquisendo così una funzione difensiva.
In borgata Morliere, vi è testimoniata la presenza di architetture storiche e religiose significative, come la Cappella dei Santi Giacomo e Filippo: una piccola chiesa dall'architettura sobria che ospita al suo interno due preziose statue in legno dipinte, una raffigurante San Giacomo e l'altra la Madonna col Bambino. Sulla parete a sinistra dell'altare è collocato un quadro datato 1670 che ritrae San Giacomo e San Giovanni con al centro la Madonna col Bambino.

## Immagini del paese

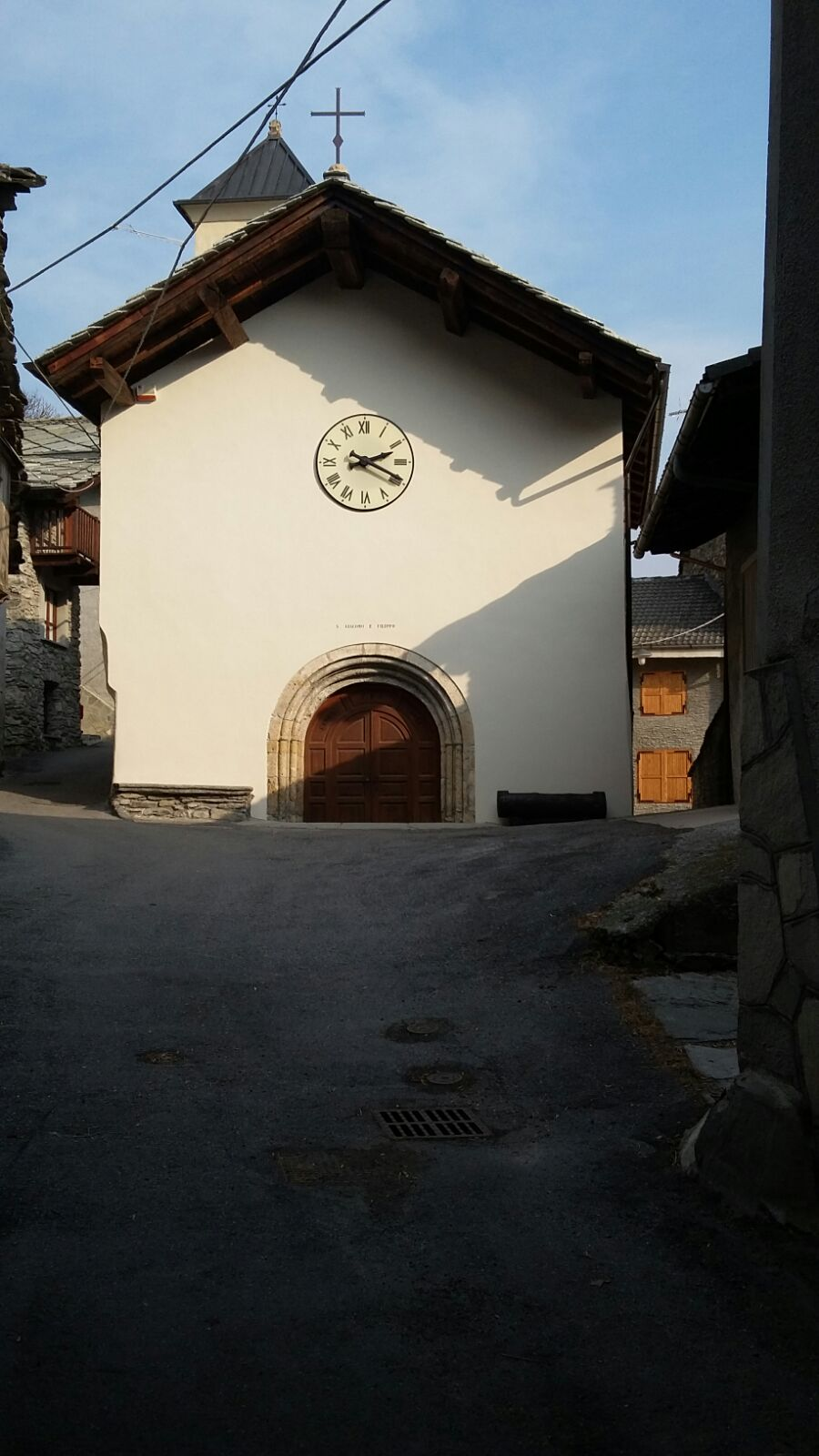
La facciata principale della cappella di Morliere